# Liste der Naturdenkmale in Neustrelitz
Die Liste der Naturdenkmale in Neustrelitz nennt die Naturdenkmale in Neustrelitz im Landkreis Mecklenburgische Seenplatte in Mecklenburg-Vorpommern.

## Naturdenkmale
| Bild | Nr.        | Bezeichnung      | Standort                                                       | Beschreibung            | Schutzzweck | Verordnung |
| ---- | ---------- | ---------------- | -------------------------------------------------------------- | ----------------------- | ----------- | ---------- |
| BW   | 2744/406-0 | Eiche            | Drewin (53° 16′ 5,1″ N, 13° 5′ 6,1″ O)                         | [ 1 ]                   |             |            |
| BW   | 2744/90E-0 | Eichenstumpf     | Drewin (53° 16′ 27,3″ N, 13° 4′ 9,2″ O)                        | ehemaliges Naturdenkmal |             |            |
| BW   | 2644/404-0 | Eiche            | Kalkhorst (53° 18′ 56,4″ N, 13° 3′ 46,3″ O)                    | [ 3 ]                   |             |            |
| BW   | 2644/403-0 | Riesenlebensbaum | Kalkhorst Försterei Kalkhorst (53° 19′ 23,7″ N, 13° 4′ 8,5″ O) | [ 4 ]                   |             |            |
| BW   | 2644/405-0 | Eiche            | Neustrelitz Neuer Markt (53° 21′ 46,7″ N, 13° 3′ 56,1″ O)      | [ 5 ]                   |             |            |
| BW   | 2644/401-0 | 3 Sumpfzypressen | Neustrelitz Schlosskoppel (53° 21′ 17,7″ N, 13° 2′ 55″ O)      | [ 6 ]                   |             |            |
| BW   | 2644/402-0 | Platane          | Neustrelitz Tiergartenstraße (53° 21′ 38,4″ N, 13° 3′ 33,2″ O) | [ 7 ]                   |             |            |